# Ardit Gjebrea
Ardit Gjebrea (ur. 7 czerwca 1963 w Tiranie) – albański piosenkarz, kompozytor i producent programów telewizyjnych.

## Życiorys
Już w szkole podstawowej śpiewał i grał na skrzypcach. W 1986 ukończył studia w Instytucie Sztuk w Tiranie w klasie śpiewu, a w latach 90. odbył studia podyplomowe z zakresu teorii kompozycji w konserwatorium im. św. Cecylii w Rzymie. 
Od 1984 jest związany z telewizją albańską, przygotowując dla niej programy muzyczne. Zadebiutował na ekranie telewizyjnym jako prowadzący program Dzieci i muzyka (alb. Femijet dhe muzika). W 1986 rozpoczął współpracę ze Studiem Filmowym Nowa Albania, (komponując muzykę do pięciu filmów fabularnych), a także z Teatrem Narodowym (alb: Teatri Kombetar). Jego debiutem teatralnym była muzyka do dramatu Dhimitra Xhuvaniego: W życiu (alb. Ne jete), skomponowana jeszcze w okresie studiów w Akademii.
Swoje umiejętności wokalne Gjebrea potwierdził w grudniu 1991, zwyciężając w Festivali i Këngës organizowanym przez telewizję albańską – sukces przyniosła mu piosenka Jon. Swój debiutancki album nagrał w 1995 we włoskim Detan Studio. 
We współczesnej Albanii Gjebrea jest znany głównie jako kompozytor i wykonawca największych przebojów muzyki rozrywkowej, ale też jako konferansjer w czasie wyborów Miss Albania. Jak sam przyznaje pierwszą piosenką którą skomponował była Ballada dla zamordowanych pionierów, przygotowana w 1978 na święto 1 maja i wykonana w stołecznym Pałacu Pionierów. Obecnie na liście piosenkarzy, którzy śpiewali jego utwory są tak znane w Albanii nazwiska, jak: Frederik Ndoci, Liljana Kondakçi, Irma Libohova, Rovena Dilo i Manjola Nallbani. Komponuje także dla grupy hip-hopowej West Side Family (działającej od 2002), której jest menedżerem.
Ardit Gjebrea jest pomysłodawcą i producentem organizowanego od 1999 Festiwalu Pieśni Magicznej w Tiranie, który miał prezentować nowe oblicze albańskiej muzyki rozrywkowej. Festiwal organizowany jest corocznie, a jego koncert finałowy, w którym przedstawiane jest 20 najlepszych utworów wyłonionych w eliminacjach jest transmitowany w całości przez telewizję albańską.
Gjebrea jest także współtwórcą i prowadzącym programu rozrywkowego E diela Shqiptare (Albańska niedziela), emitowanego przez telewizję Klan.

## Życie Prywatne
Jest żonaty z Anilą, ma córkę Annę, która reprezentowała Albanię w 19. Konkursie Piosenki Eurowizji dla Dzieci.

## Albumy muzyczne
- 1995: Ardit Gjebrea
- 1997: Projekti jon
- 2004: Ja ku jam

## Muzyka filmowa
- 1986: Rrethimi i vogel
- 1987: Eja!
- 1988: Pranvera s'erdhi vetem
- 1989: Edhe kështu, edhe ashtu
- 1994: Vazhdojme me Bethovenin
- 1994: Perdhunuesit